# Liriomyza intonsa
Liriomyza intonsa är en tvåvingeart som beskrevs av Spencer 1976. Liriomyza intonsa ingår i släktet Liriomyza och familjen minerarflugor.
Artens utbredningsområde är Danmark. Arten har ej påträffats i Sverige. Inga underarter finns listade i Catalogue of Life.